# Бонниер, Герхард
Герхард Бонниер (дат. Gerhard Bonnier, при рождении Гуткинд Хиршель; 21 октября 1778, Дрезден, Саксония, Германия — 18 апреля 1862, Копенгаген, Дания) — датский книготорговец еврейского происхождения, основатель шведской династии книгоиздателей Бонниер.

## Биография
Гуткинд Хиршель вырос в Дрездене в традиционной еврейской семье. Его отец Лобель (Лёбель) Саломон Хиршель (род. 1745) был ювелиром и торговцем драгоценностями. Эта семья происходила от немецкого еврейского торговца одеждой Якоба Ши из Богемии (род. 1674). Его сын, торговец драгоценностями Лобель Ши (1718—1790) из Дрездена, стал отцом Лобеля Саломона Хиршеля.
Осенью 1801 года Гуткинд переехал из Дрездена в Копенгаген, где вскоре стал владельцем публичной библиотеки. В 1804 году он получил разрешение открыть книжный магазин в центре города, где также основал издательство. Через несколько лет он сменил имя и фамилию на Герхард Бонниер. Имя Бонниер может быть взято в честь убитого французского дворянина Антуана Боннье д’Алько (1750—1799), французского посланника на конгрессе в Раштатте.
23 декабря 1803 года Герхард женился на Эстер Элькан (1781—1838). У них родилось 11 детей, в том числе Адольф, Альберт и Давид.
Бизнес продолжал процветать до 1810 года, но затем, когда возникли финансовые трудности, семья отправила своего старшего сына Адольфа в Швецию. Когда его книжное предприятие добилось успеха, младший брат Альберт последовал примеру брата и основал издательство, из которого выросла компания Bonnier Group.